# عبد العزيز الدخيل
عبد العزيز دخيل عبد الله عثمان الدخيل، (1958 - )، نائب رئيس مجلس الوزراء الكويتي سابقا وتلقى تعليمه بالمرحلة الابتدائية والمرحلة المتوسطة في مدارس الكويت، حاصل على شهادة الليسانس في الحقوق والشريعة من جامعة الكويت.

## الخبرات العملية
1. وكيل النائب العام في 11\9\1980
2. عضو بنيابة أمن الدولة بتاريخ 31\5\1984
3. مدير إدارة الخبراء بوزارة العدل بتاريخ 22\7\1986
4. وكيل مساعد للشؤون القانونية بوزارة العدل بتاريخ 6\10\1986
5. وكيل وزارة العدل بتاريخ 1\4\1990
6. رئيس ديون متابعة أعمال الجهاز الإداري وشكاوي المواطنين بدرجة وزير بتاريخ 6\7\1992
7. وزير دولة لشؤون مجلس الوزراء بتاريخ 6\1\1993
8. وزير دولة لشؤون مجلس الوزراء ووزير التخطيط بتاريخ 13\4\1994
9. وزير العدل والشؤون الإدارية بتاريخ 5\6\1996
10. وزير دولة لشؤون مجلس الوزراء بتاريخ 15\10\1996
11. وزير التجارة والصناعة بتاريخ 22\3\1998
12. نائب رئيس مجلس الوزراء – وزير الدولة لشؤون مجلس الوزراء بتاريخ 16\12\1998
13. قيد محام لدى المحكمة الدستورية ومحكمة التمييز بدولة الكويت بتاريخ 13\11\1999
14. رئيس جهاز المراقبين الماليين بتاريخ 10\8\2015
15. رئيس ديوان سمو رئيس مجلس الوزراء بدرجة وزير. بتاريخ 10 مايو 2021

## في الاقتصاد والتجارة
- عضو لجنة سوق الكويت للأوراق المالية
- نائب رئيس مجلس إدارة البنك العقاري الكويتي
- عضو مجلس إدارة بنك برقان
- رئيس مجلس إدارة شركة أصول للإجارة والتمويل
- رئيس مجلس إدارة شركة الأمان للاستثمار
- رئيس مجلس إدارة شركة أبيار قطر للتطوير العقاري
- رئيس مجلس إدارة شركة عز العالمية العقارية